# اسپایدرلند
اسپایدرلند (به انگلیسی: Spiderland) آلبومی از گروه موسیقی راک آمریکایی اسلینت است که در ۲۹ مارس ۱۹۹۱ توسط لیبل تاچ اند گو رکوردز منتشر شد. موسیقی اسپایدرلند شامل تغییرات دائم در شدت موسیقی و خوانندگی در دامنه‌های متفاوت از سخن گفتن تا فریاد کشیدن است که وجهه‌ای روایت‌گونه به اشعار گروه، که به مسئلهٔ ازخودبیگانگی می‌پردازند، می‌دهد. اسپایدرلند نخستین اثر گروه بود که تحت پوشش لیبل تاچ اند گو عرضه شد و تنها همکاری اسلینت با تاد برشر است.
با این وجود که اسپایدرلند در بازهٔ زمانی نخستین عرضه‌اش در سال ۱۹۹۱ به اثری شناخته‌شده تبدیل نشد، اما نهایتاً به رکورد فروش ۵۰٬۰۰۰ نسخه رسید و پس از از هم پاشیدن اسلینت به یکی از آثار برجسته موسیقی زیرزمینی بدل گشت. آلبوم به منبع الهامی برای بسیاری از گروه‌های پست‌راک و مث راک مانند ماگوای و گادسپید یو! بلک امپرور تبدیل شد و شمار گسترده‌ای از موسیقیدانان سبک ایندی راک هم آن را به عنوان اثر مورد علاقه‌شان تحسین می‌کنند. در سال‌های ۲۰۰۷ و ۲۰۱۳–۲۰۱۴، اعضای اسلینت به‌طور موقت گرد هم آمدند و توری برگزار کردند که شامل اجرای اسپایدرلند به صورت کامل می‌شد.

## زمینه
اسلینت در سال ۱۹۸۷ در لوییویل، کنتاکی، از بقایای گروه پانک راک اسکوئیرل بیت شکل گرفت. اعضای بنیان‌گذار اسلینت شامل برایان مک‌ماهان (گیتار و خواننده)، دیوید پاجو (گیتار)، برت والفورد (درامز و خواننده) و ایثن باکلر (گیتار بیس) می‌شدند. توییز، اولین آلبوم گروه که توسط استیو آلبینی تهیه‌کنندگی شده بود توسط لیبل متعلق به خود گروه، جنیفر هارتمن رکوردز اند تیپز، منتشر شد. موسیقی این آلبوم ترکیبی از «گیتارهای خراشنده، بیس‌لاین‌های کوبنده و درام‌نوازی سنگین و تهاجمی» توصیف شده‌است. باکلر پس از عرضهٔ آلبوم، به دلیل نارضایتی از روند تولید آلبوم توسط آلبینی، بی‌درنگ گروه را ترک کرد و با تاد برشر جایگزین شد. اسلینت، دومین اثر گروه، یک ئی‌پی بی‌کلام بود که نسخه‌ای جدید از آهنگ «رودا» که پیش از این در توییز عرضه شده بود را در خود جای می‌داد. این ئی‌پی که تا سال ۱۹۹۴ عرضه نشد، بازتاب‌دهنده جدایی اسلینت از سبک صوتی توییز و وارد شدن به عرصه موسیقایی جدیدی بود.
پس از پایان تور کوتاه پشتیبانی از توییز، بیشتر اعضای اسلینت به کالج رفتند. در حدود این زمان، مک‌ماهان و والفورد کار نوشتن آهنگ‌های جدید برای آلبوم بعدی گروه را آغاز کردند و شش آهنگ جدید نوشتند که اعضای گروه در تابستان ۱۹۹۰ آن‌ها را تمرین کردند. اسلینت در اوت ۱۹۹۰ برای ضبط اسپایدرلند وارد استودیوی ریور نورث رکوردز شد. در این زمان هیچ شعر یا وکالی برای آلبوم نوشته نشده بود و گروه آن‌ها را تماماً در استودیو نوشتند. روش کار تهیه‌کننده آلبوم، برایان پالسن، ضبط «زنده» در ترکیب با برداشت‌های مینیمال بود. پالسن به‌یاد می‌آورد: «زمانی که داشتم [اسپایدرلند را] انجام می‌دادم عجیب بود، چون من فقط آن‌جا می‌نشستم و فقط می‌دانستم چیزی [خاص] در مورد آن هست. هرگز چیزی شبیه به این نشنیده بودم. خیلی به این علاقه داشتم اما این واقعاً عجیب بود.»
جلسات ضبط اسپایدرلند به دشوار بودن برای اعضای گروه شهرت دارند و آن‌گونه که آل‌میوزیک می‌نویسد «سخت و شدید، تروماتیک و مدرکی دیگر برای این تئوری که اعضای گروه در زمان تکمیل آلبوم برای مدتی به شکل خطرناکی به کار خود وابسته و در آن غرق شده بودند.» شایعاتی مبنی بر این وجود دارد که یکی از اعضای گروه در این زمان به یک بیمارستان روانی مراجعه کرده‌است. والفورد در مصاحبه‌ای با سلکت به این موضوع اشاره می‌کند و می‌گوید: «[ما] قطعاً تلاش می‌کردیم که در مورد چیزها جدی باشیم، خیلی شدید، که باعث شد ضبط آلبوم به گونه‌ای پراسترس باشد.» ضبط آلبوم در چهار روز به پایان رسید.

## موسیقی
موسیقی اسپایدرلند با ویژگی‌هایی همچون ریتم‌های نامتعارف گیتار، تغییرات شدید و پیوسته در شدت و استفاده از کسر میزان‌های نامعمول شناخته می‌شود. سبک خوانندگی مک‌ماهان در آلبوم، بین سخن گفتن زمزمه‌وار و فریاد کشیدن متشنج در نوسان است. اشعار استفاده شده در اسپایدرلند عموماً سبک و سیاقی روایت‌گونه دارند. موسیقی آلبوم از آثار گروه‌هایی مانند گنگ آو فور، بلک سبث و سونیک یوث تأثیر پذیرفته است. ویل هرمس، روزنامه‌نگار اسپین، سبک صوتی آلبوم را اینگونه توصیف می‌کند: «[موسیقی] کینگ کریمسون در اواسط دههٔ هفتاد که ایمو شده باشد: آکوردهای زوزه‌کشندهٔ گیتار و چرخش نوت‌های زیبا در زمان‌بندی‌های عجیب که توسط کلماتی که بعضاً خوانده و بعضاً [با آواز] سراییده می‌شوند تزیین شده‌اند».
ترانهٔ آغازین آلبوم، «بردکرامب تریل»، بازگوکننده ملاقات با یک فال‌بین در یک کارناوال و گذراندن اوقاتی در کنار او است. آهنگ دربرگیرنده ترانه‌نویسی پیچیده و تغییرات سریع در موسیقی است. صدای گیتار در این ترک میان ریف‌های کلین هارمونیک در ورس و نوت‌های زیر دیستورت شده در کورس، در نوسان است.
«مرد نوسفراتو»، دومین ترانهٔ آلبوم، الهام گرفته از فیلم صامت اکسپرسیونیست آلمانی نوسفراتو (۱۹۲۲) است. ورس آهنگ، شامل ریف گیتار دیسونانت با نوت‌های زیر (مشابه «بردکرامب تریل») و ریتم درام نوشته شده برای طبل کوچک و تام‌ها، بدون استفاده از سنج است. کورس آهنگ دربرگیرنده گیتار «دندانه‌دار» و خشن تأثیر پذیرفته از ترش متال است که بی‌درنگ به یک بداهه‌نوازی طولانی‌تر گذار کرده و در نهایت، با ۳۰ ثانیه از فیدبک گیتار به پایان می‌رسد.
در «دان، آمین»، والفورد خواننده و نوازنده گیتار لید است. اشعار رازآلود این آهنگ، تصویرکننده افکار یک «روح منزوی»، قبل و بعد از گذارندن شبی در یک بار هستند. تمپوی موسیقی به مرور سریع‌تر شده و پس از یک برش سریع‌تر از موسیقی دیستورت شده، آرام‌تر شده و به سرعت اصلی بازمی‌گردد.
«واشر»، طولانی‌ترین ترانهٔ آلبوم است که با یک مقدمهٔ «تقریباً غیرقابل شنیدن» از گیتار و سنج آغاز شده و سپس سایر اعضا به نواختن موسیقی ملحق می‌شوند. پیش از ورس پایانی که پر هیاهو و دیستورت شده‌است، به مرور تنشی خلق می‌شود و سپس آهنگ با یک بخش پایانی طولانی‌تر خاتمه می‌یابد.
«برای شام…» یک آهنگِ سازی است. موسیقی آن با یک مقطع آرام از «آکوردهای عمیق گیتار که همراه با غرش‌های گاه به گاه تام و بیس درام به تپش می‌افتد» آغاز شده و با چرخه‌هایی از ایجاد تنش و رها کردن آن ادامه می‌یابد.
آخرین آهنگ آلبوم، «صبح بخیر، کاپیتان»، ادای دینی به شعری با نام قصه دریانورد کهن از ساموئل تیلور کولریج است. آهنگ بر پایه یک ریتم دو آکوردی گیتار بنا شده و در بخش ریتم هم یک ریف «تیز و محکم» گیتار و بیت درام «متلاطم» را دربردارد. در حین ضبط کورس پایانی، مک‌ماهان که مجبور بود با صدایی بلندتر از صدای گیتار فریاد بکشد، دچار مشکل شده و بیمار شد. دیوید پشک از گاردین، «صبح بخیر، کاپیتان» را با «پلکانی به بهشت» لد زپلین مقایسه می‌کند و می‌نویسد: «صبح بخیر، کاپیتانِ بی‌نظیر، پلکانی به سوی بهشت [اسلینت] است، اگر ممکن باشد تا بتوانیم پلکانی به سوی بهشت را پس از یک بمباران تصور کنیم.»
در نسخهٔ آیتونز آلبوم، یک ترک دیگر با نام «معدن یوتیکا، شبانگاه» به انتهای آلبوم اضافه شده که شامل پانزده دقیقه ضبط اصوات محیط معدن یوتیکا است؛ همان مکانی که عکس‌های استفاده شده در اسپایدرلند در آن برداشته شده‌اند.

## نامگذاری و بسته‌بندی

اعضای اسلینت در عکسی که توسط ویل اولدهم برداشته شده، از همان جلسه‌ای که تصویر جلد اسپایدرلند هم در آن گرفته شد.

نام اسپایدرلند از احساس برادر کوچک‌تر مک‌ماهان سرچشمه می‌گیرد که فکر می‌کرد آلبوم صدایی «عنکبوتی» دارد. کاور آلبوم عکسی سیاه‌وسفید از اعضای گروه (از راست به چپ، پاجو، والفورد، مک‌ماهان و برشر) است که آن‌ها را در حال شنا کردن در دریاچهٔ یک معدن متروکه نشان می‌دهد، در حالی که سرهایشان بیرون از آب است. این عکس را ویل اولدهم برداشته‌است. مقاله‌ای از سوی استرینجر منتشر شد که در آن نویسنده، کاور آلبوم را ایجادکننده حسی رازآلود پیرامون اسلینت می‌داند و می‌نویسد: «بیشتر مردم اسلینت را تنها به شکل چهار سر شناور در یک معدن در کنتاکی، بر روی کاور اسپایدرلند دیده‌اند. شنوندگان کاورهای سیاه و سفید و بی‌پیرایه گروه را به گونه‌ای مجسم می‌کردند که انگار متون باستانی حاوی اسرار هستند.» کریس گایریگ، نویسنده میشیگان دیلی، می‌نویسند: «کاور اسپایدرلند، اثر استادنه اسلینت، ترس لذت‌بخش و خشونت آلبوم را آن‌قدر بی‌نقص تسخیر می‌کند که روح به رعشه می‌افتد. اعضای گروه—فرورفته در آب یک دریاچه تا چانه‌هایشان در حالی که لبخندهایی مجنونانه بر لب دارند—گویی برای شما به کمین نشسته‌اند، در حالی که در نمایی سیاه و سفید معلق هستند.» در همین جلسه، چندین عکس تبلیغاتی دیگر نیز به منظور استفاده در آلبوم توسط اولدهم برداشته شدند.
عکسی از یک عنکبوت توسط نوئل سالتزمن برداشته و برای جلد پشت آلبوم استفاده شد تا نمایانگر نام آلبوم باشد. در داخل پاکت آلبوم پیامی با متن «خواننده‌های مؤنث علاقه‌مند پیام دهید به ۱۸۶۴ بلوار داگلاس، لوییویل، کی‌وای. ۴۰۲۰۵» جایگذاری شده بود. مک‌ماهان تأیید می‌کند که این پیام جدی بوده‌است و می‌گوید: «ما پاسخ‌هایی هم دریافت کردیم و به سی‌دی‌ها و نوارهایی گوش دادیم. در نهایت بلافاصله حرکتی نکردیم، پس ایده اضافه کردن کسی به گروه به مرور زمان فراموش شد.» پیامی با مضمون «این اثر برای شنیده شدن بر روی صفحه گرامافون ساخته شده» بر روی برخی از نسخه‌های سی‌دی اسپایدرلند چاپ شد که نشان دهندهٔ ارجح بودن دستگاه‌های صوتی آنالوگ برای اعضای اسلینت است.

## بازخورد
| بررسی انتقادی                 | بررسی انتقادی |
| منبع                          | رتبه‌بندی      |
| ----------------------------- | ------------- |
| آل‌میوزیک                      | [ ۶ ]         |
| ای.وی. کلاب                   | A             |
| راهنمای شنونده کرسیتگاو       | C+            |
| دائرةالمعارف موسیقی عامه پسند | [ ۲۳ ]        |
| موجو                          | [ ۲۴ ]        |
| پیچفورک مدیا                  | 10/10         |
| کیو                           | [ ۲۶ ]        |
| رکورد کالکتر                  | [ ۲۷ ]        |
| رولینگ استون                  | [ ۲۸ ]        |
| سلکت                          | 4/5           |

اسپایدرلند بازخورد مثبتی از سوی منتقدان موسیقی مانند اسپین، ان‌ام‌ئی و ویلج وویس دریافت کرد. استیو آلبینی در نقدی که، برای ملودی میکر نوشت، امتیاز کامل ده از ده را به آلبوم اختصاص داد و آن را با عبارت «یک آلبوم باشکوه، فوق‌العاده و عجیب که با وجود سادگی و ظرافت فروتنانه‌اش حتی درخشان‌تر هم می‌شود» تحسین کرد. آلبینی بی‌پیرایگی فرایند تولید آلبوم را بی عیب و نقص توصیف کرد و عنوان کرد در نظر او گیتارنوازی مک‌ماهان و پاجو احساسی به او منتقل می‌کند که گویی گیتارهایشان «در فضا شناور بوده و درست از جلوی بینی شنونده می‌گذرند» در حالی که «درام‌نوازی به طرز خارق‌العاده‌ای دقیق و در عین حال غریزی است و حسی منتقل می‌کند که انگار [درامر] در اتاق حال خانه شما در حال شلاق زدن بر روی درامز است». سلکت اشاره می‌کند که محبوبیت گروه در کالج و در میان دانشجویان «احتمالاً از شهرت پیشینِ درامر گروه، شنن داوتن (با نام مستعار برت والفورد)، در میان دانشجویان سرچشمه می‌گیرد که تنها مرد عضو سوپرگروه بریدرز بوده است». همچنین، در این نقد اشاره شد که شنیدن چندبارهٔ آلبوم به درک بیشتر آن کمک می‌کند؛ منتقد این مجله می‌نویسد «بی‌درنگ مانند یک دنبالهٔ حلزونی به مقصد جهنم، اسپایدرلند به چندین بار گوش‌دادن نیاز دارد تا راه خود را به خودآگاه شما پیدا کند، اما وقتی پیدا می‌کند…»
دین کارلسن منتقد آل‌میوزیک در یک نقد گذشته‌نگر، اسپایدرلند را «یکی از ضروری‌ترین و سردترین آثار پست‌راک» می‌خواند. او با این حال، کیفیت آلبوم را «کمی مبالغه‌شده» می‌داند و معتقد است خوانندگی مک‌ماهان «به جای ایجاد حس همدلی، ترحمی خفه‌کننده به‌وجود می‌آورد.» رابرت کریستگاو نقدی منفی‌تر برای آلبوم نوشت و عنوان کرد با وجود «غم‌افزا بودن [آلبوم]»، اعضای اسلینت «آرت راکرهایی هستند که شجاعت ابراز چیزی که به آن تظاهر می‌کنند را ندارند» و اشعارشان هم ضعیف است. در نقدی که در راهنمای آلبوم رولینگ استون منتشر شد، روزنامه‌نگار رولینگ استون، مک رندال، احساس کرد موسیقی آلبوم فرم آهنگ‌محور ندارد و با این وجود که نسبت به توییز در دسترس‌تر شده، اما همچنان «فقدان هرچیزی که به یک لحن شباهت داشته باشد، آزاردهنده است.»
پیچفورک در سال ۲۰۰۳ اسپایدرلند را در ردهٔ بیستم برترین آلبوم‌های دههٔ نود میلادی قرار داد و در وصف آن نوشت: «یک اثر شنیدنی قدرتمند و منجمدکننده؛ بی‌نظمی ملودی‌های هیپنوتیک، ضرب‌های منکسر و اشعار نامتناسب آلبوم، شکل جدیدی از ادراک را طلب می‌کنند که باید مستقل از شیوه‌ها و مفاهیم سنتی ترانه‌نوازی باشد. با وجود خواننده‌ای که نیمی از اوقات زمزمه می‌کند و نیم دیگر را فریاد می‌کشد، پرکاشن حساب‌شده و گیتارنوازی تکرارشونده و تهاجمی‌اش، درک مفهوم اسپایدرلند تقریباً دردناک است: ناامیدی هیچ‌گاه تا به این اندازه واقعی جلوه نکرده بود.». در سال ۲۰۱۴، اسپایدرلند در یک کلکسیون جعبه‌ای بازعرضه شد. این باکس‌ست که شامل ۱۴ آهنگ جدید می‌شد که پیش از این عرضه نشده بودند، به‌طور گسترده مورد تحسین منتقدان قرار گرفت و در وب‌گاه متاکریتیک، میانگین امتیاز ۹۹ از ۱۰۰ را بر اساس ۱۱ نقد به خود اختصاص داد.

## میراث

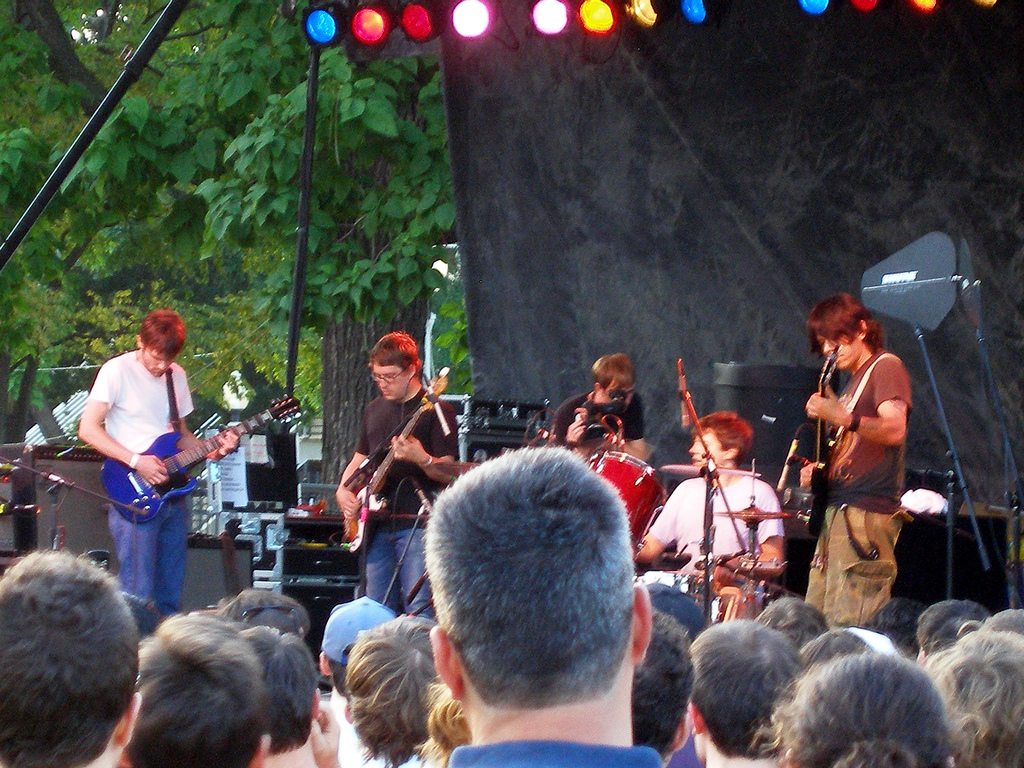
اسلینت در حال اجرای اسپایدرلند در فستیوال موسیقی پیچفورک، سال ۲۰۰۷.

اگرچه اسپایدرلند در زمان عرضه توجهات چندانی را به خود جلب نکرد، اما با گذر زمان به شهرت بیشتری رسید. آلبوم بیش از ۵۰٬۰۰۰ نسخه به فروش رسیده‌است، با این حال کوری گروو، نویسندهٔ کالج میوزیک جورنال، اظهار می‌کند که آلبوم: «الهام‌بخش گروه‌های (و از این رو طرفداران) بی‌شماری بوده‌است. بسیار بیشتر از آنچه که ارقام فروشش نشان می‌دهند.». اسپایدرلند به یکی از نقاط عطفِ ایندی راک تبدیل شده‌است و در کنار آلبوم‌های روح بهشت و مایه خنده از تاک تاک، از نخستین آثار سبک پست-راک به‌شمار می‌رود که به منبع الهامی برای گروه‌های پسین این سبک تبدیل شد. آلبوم همچنین در مقام جزئی لاینفک در «بافت و اساس سبک مث راک» نیز توصیف شده. دیوید پشک در توصیف آلبوم گفته‌است: «[اسپایدرلند] طرحی نخستین و مهم بود برای چیزی که تبدیل شد به پست-راک، یک بازانگاری شکننده و تقریباً هندسی از موسیقی راک که از انگیزش‌های دیونیزیک تهی شده.» راش دیواین، نویسنده د لیست، اسپایدرلند را «مسلماً بی‌پرواترین [آلبوم] تأثیرگذار در تاریخ موسیقی» خواند. استوارت برمن، منتقد پیچفورک مدیا، دربارهٔ آلبوم نظر می‌دهد: «بزرگ‌ترین میراث اسپایدرلند این نبود که دسته‌ای از گروه‌های نیمه مشهور را در اواخر دهه ۹۰ و اوایل دهه ۲۰۰۰ تهییج کرد تا طرحواره نجوا تا فریادش را اقتباس کنند؛ بلکه الهام‌بخشی بی‌حدوحصر و همیشگی‌اش است که به تمام گروه‌های تازه‌کار و زیرزمینی ارائه می‌دهد.»
مک‌ماهان در مورد موفقیت آلبوم ابراز می‌کند: «ما خیلی سخت روی اسپایدرلند کار کردیم. منظورم این است که من قطعاً احساسی خیلی شخصی‌تر نسبت به آن دارم. فکر می‌کردم که از لحاظ موسیقایی نسبت به توییز خیلی بهتر از ما نمایندگی کرد. همین. به نظر می‌رسید وقتی که مشغول بودیم، و فعالانه موسیقی و این چیزها را می‌زدیم، که واکنش‌های مردم نسبت به ما نسبتاً متضاد بودند. فکر می‌کنم عجیب بود که چطور مطبوعات به آن توجه کردند. برای یک اثر مستقل، گروه شنوندگان عجیبی داشت و سه یا چهار سال بعد از زمانی که ضبطش کردیم هم می‌فروخت؛ هنوز هم بیشتر از اولین بار بیرون آمد می‌فروشد.» مؤسس تاچ اند گو، کوری راسک، گفته‌است که اسپایدرلند «حالا مثل یک نماد است. اما وقتی بیرون آمد، هیچ‌کس اهمیتی نداد! گروه قبل از زمان عرضهٔ آلبوم ازهم پاشیده بود، و در سال اولی که عرضه شد نه خیلی خوب فروخت و نه چندان درموردش نوشته شد. اما آن یک اثر انقلابی و پیشگامانه بود و این یکی از نمونه‌هایی است که نشان می‌دهد که افراد چطور می‌توانند پس از مدتی خیلی بهتر از قبل عمل کنند.»
اسپایدرلند همچنین از سوی مایکل آلن گلدبرگ به عنوان منبع الهامی متنفذ در موسیقی گروه‌های پست-راکی مانند ماگوای، گادسپید یو! بلک امپرور، آیسیس و اکسپلوژنز این د اسکای، توصیف شده‌است. لو بارلو، عضو دایناسور جی‌آر و سبدو، دربارهٔ آلبوم می‌گوید: «[موسیقی‌اش] حالتی آرام تا بلند داشت بدون این‌که مثل گرانج یا ایندی راک باشد. مانند نوع جدیدی از موسیقی بود.» پی‌جی هاروی اسپایدرلند را در لیستی با عنوان ده‌تا برای امروز قرار داد که شامل آثاری می‌شد که در سال ۱۹۹۲ از شنیدنشان لذت برده بود. باب نستوویچ عضو پیومنت و مارک کلیفورد از سیل‌فیل هم اسپایدرلند را به عنوان یکی از آلبوم‌های مورد علاقه‌شان نام برده‌اند. کاور آلبوم، توسط د شاینز برای ویدیو موسیقی «اصطلاح عامیانه جدید» بازسازی شد.

## فهرست آهنگ‌ها
تمام آهنگ‌ها توسط تاد برشر، برایان مک‌ماهان، دیوید پاجو و برت والفورد نوشته شده‌اند. به جز در آن جا که اشاره شده‌است.
| شماره | نام                                  | مدت  |
| ----- | ------------------------------------ | ---- |
| ۱.    | «بردکرامب تریل»                      | ۵:۵۵ |
| ۲.    | «مرد نوسفراتو»                       | ۵:۳۵ |
| ۳.    | «دان، آمین» (مک‌ماهان، پاجو، والفورد) | ۶:۲۸ |
| ۴.    | «واشر»                               | ۸:۵۰ |
| ۵.    | «برای شام…»                          | ۵:۰۵ |
| ۶.    | «صبح بخیر، کاپیتان»                  | ۷:۳۸ |

## دست‌اندرکاران
اسلینت
- تاد برشر – گیتار باس
- دیوید پاجو – گیتار
- برایان مک‌ماهان – گیتار و خواننده
- برت والفورد – درامز، خواننده، گیتار در «دان، آمین»

دست‌اندرکاران فنی
- ویل اولدهم – عکاسی
- برایان پالسن – مهندس صدا
- نوئل سالتزمن – عکاسی